# Comparación entre el esperanto y el interlingua
El esperanto e interlingua son dos lenguas planificadas que han adoptado enfoques radicalmente diferentes para el problema de proporcionar una lengua auxiliar internacional.
A pesar de que ambas son clasificadas como lenguas auxiliares, las bases intelectuales del esperanto y la interlingua son muy diferentes. Se ha argumentado que cada lengua es una implementación exitosa de un modelo de lengua auxiliar particular; sin embargo, en ambas comunidades lingüísticas existe una tradición polémica de utilización de criterios externos para criticar la otra lengua (es decir, juzgar la interlingua por medio de los ideales del esperanto y viceversa). En la práctica, por otra parte, el uso del idioma en las dos comunidades a veces ha demostrado haber encontrado ideales comunes a pesar de que teóricamente son distintos.

## Trasfondo intelectual
No se puede atribuir un punto de vista único a todos los esperantistas o interlingüistas; sin embargo, los puntos de vista tan contrastantes de L. L. Zamenhof y Alexander Gode siguen siendo muy influyentes entre los esperantistas e interlingüistas, respectivamente. Zamenhof, el inventor del esperanto, fue motivado por varios aspectos del idealismo del siglo XIX, que va desde el positivismo hasta el internacionalismo utópico. El esperanto, en su opinión, era un instrumento teóricamente neutral para la comunicación, lo que podría servir como vehículo para los valores idealistas. Inicialmente la filosofía de Zamenhof era el homaranismo y más tarde fue su idea interna de lograr «la fraternidad y la justicia entre todos los pueblos» a través de la adopción del esperanto. Entre los esperantistas que vinieron, esta filosofía ha tendido a reforzar un conjunto de propuestas sobre la lengua:
- El carácter europeo del esperanto es puramente accidental; sin embargo, algunas características del esperanto (y de algunos otros idiomas occidentales) se pueden encontrar en países no occidentales.
- El esperanto es, idealmente, el segundo idioma universal, reemplazando todas las otras lenguas en la comunicación interétnica. Argumentos proesperanto tienden a asumir una situación futura de uso generalizado del esperanto en muchas situaciones donde el inglés es actualmente dominante.
- Existe una rivalidad entre el finvenkismo, la predicción de una «victoria final» (fina Venko) del esperanto, y el raŭmismo, que considera la «victoria final» una meta muy lejana.
- El esperanto es un vehículo para una ideología internacionalista y humanitaria específica.
- La creación de una cultura interna del esperanto es un valor importante para muchos esperantistas.

A mediados del siglo XX, cuando Gode lideraba el desarrollo de la interlingua, los ideales que sustentaban el esperanto habían llegado a parecer ingenuos. Influenciado por Herder, Gode propuso una visión romanticista-antipositivista de la lengua:
«Las lenguas son un aspecto de la cultura de un pueblo, no un instrumento para lograr un objetivo. Una ideología no se puede conectar a una lengua, salvo de forma artificial». Esto implicaba, desde su punto de vista, que un idioma universal basado en el modelo del esperanto fuera imposible, o peor aún, que sólo podría lograrse a través de la coerción totalitaria. Él era de la opinión de que, a menos que se impusiera por la fuerza, una lengua universal global supondría una cultura universal global, que actualmente no existe y no es necesariamente deseable.
Por otro lado, Gode veía otro tipo de idioma internacional, no universal y no culturalmente neutral, como muy posible.

## Aprendizaje sencillo vs. comprensibilidad
El esperanto y la interlingua son fundamentalmente diferentes en sus propósitos. Mientras que el esperanto está destinado a ser una segunda lengua internacional capaz de ser aprendida con soltura por los hablantes de cualquier idioma, la interlingua se dirige más hacia las lenguas europeas, especialmente las lenguas de control. Aunque el esperanto puede ser más neutral y más fácil de dominar, los esperantistas por lo general sólo pueden comunicarse con otros esperantistas; interlingua, sin embargo, puede ser bien comprendido por un representante de la lengua romance (al igual que los oradores lo suficientemente educados de otras lenguas europeas, especialmente el inglés).

## Vocabulario
El vocabulario de ambas lenguas está tomado en gran parte del romance (lenguas latinas) y de las lenguas germánicas y eslavas. Globalmente (sobre un 75% para el caso del esperanto), la mayor parte de estas palabras se deriva del latín. Dependiendo de su forma internacional, las palabras germánicas y eslavas en interlingua pueden ser latinizadas; por ejemplo, el inglés blockade, el alemán blockade y el ruso блокада son en interlingua: blocada. En comparación, en esperanto, todas sus palabras toman una forma característica del propio idioma. En este caso, el blocada interlingua y la blokado esperanto son casi idénticos y neutrales por igual.
Aunque tanto el esperanto como la interlingua toman prestado mucho de las lenguas europeas principalmente, también han tomado prestadas palabras de otros idiomas que se han generalizado mundialmente. Dos filosofías diferentes han llevado a dos enfoques diferentes. La interlingua prefiere la fidelidad etimológica, por lo que suele adoptar la palabra que sea «el antepasado común más cercano» de las palabras correspondientes en al menos tres unidades de la lengua de origen (considerando españoles y portugueses juntos como una unidad). El esperanto prefiere la regularidad, por lo que no tiene en cuenta la forma de la palabra en las lenguas europeas para hacerlo coincidir con la morfología del esperanto y la ortografía fonética.
Por ejemplo, la interlingua tiene geisha (del japonés 芸者), el jeque (del árabe شيخ) y kayak (de los inuit ᖃᔭᖅ), mientras que en esperanto, estas palabras se escriben gejŝo, sejko y kajako, respectivamente.
En esperanto, para formar una nueva palabra, se prefiere generalmente componer de dos o más raíces existentes que pedir prestada una palabra de otro idioma. Esta filosofía se debe a varios motivos:
- Para mantener bajo el número de «raíces primitivas» y así mantener elevada la facilidad con que se aprende el idioma. Interlingua no usa esto como ayuda para el diseño de nuevas palabras, por lo que la mayoría de sus vocablos, tanto compuestos como «primitivos», existen también en sus lenguas de origen; evidentemente, esta característica de interlingua se da frecuentemente a costa de la coherencia interna del idioma.
- La regularidad en la construcción de vocabulario en esperanto fue un atajo de tipo esquemático. Las palabras con significados relacionados mantienen una «raíz común» que recuerda a las raíces consonánticas trilíteras de las lenguas semíticas. Por ejemplo, cuando un hablante de hebreo se encuentra en su idioma una palabra que contiene las consonantes S-F-R, inmediatamente viene a su mente la idea de libros o información escrita; así tenemos SeFeR (libro), SoFeR (escritor), SiFRiyah (biblioteca), SiFRut (literatura) y otras. En árabe —otra lengua semítica— pasa igual, y hay incontables raíces consonánticas (casi siempre de tres letras, trilíteras) alrededor de las cuales se construyen familias de palabras relacionadas: un árabe cuando tropieza con el trío K-T-B sabe automáticamente que la palabra tiene que ver con la escritura. Así KiTaB (libro), KaTaBa (escribió), maKTab (oficina), KaTiB (escritor) y así hasta a veces 30 palabras relacionadas o más. Zamenhof, que como judío debía de estar familiarizado con el hebreo, introdujo este estilo en el esperanto, que se basa sobre todo en raíces indoeuropeas (preferentemente romances) pero para la generación de palabras está imbuido de un espíritu semítico que le da una enorme versatilidad y coherencia: es más lógica y fácil de aprender la serie de palabras sana, malsana, sanigi, saniĝi y malsanulejo, que las respectivas sano, enfermo, curar, recuperarse y hospital. Interlingua no ofrece ni puede ofrecer eso, ciñéndose a tratar de quedar bien a ojos de los hablantes de idiomas romances y/o inglés (Europa Occidental).
- Se trató de buscar una estructura lo más eficiente y coherente posible, priorizando la coherencia sobre la familiaridad.

## Gramática y creación de palabras
Ambas lenguas tienen una gramática muy regular, sin conjugaciones difíciles o declinaciones. Sin embargo, interlingua carece de adjetivos de acuerdo y de sufijos o terminaciones, y eso hace que la estructura de sus sustantivos y adjetivos sea morfológicamente simple.
La interlingua basa sus raíces en ciertos «lenguajes de control»: francés, italiano, español, portugués, inglés, alemán y ruso. Utiliza estas lenguas como un medio para seleccionar las palabras más usadas de estos idiomas europeos. El esperanto se basa en gran parte de las mismas lenguas, pero utiliza la aglutinación más extensivamente. En lugar de utilizar una palabra existente de uso común entre los principales idiomas europeos, el esperanto formas sus propias palabras, utilizando sus propias raíces.
Por ejemplo, la palabra en esperanto para «hospital» es mal-san-ul-ej-o, que se divide en cinco raíces: mal (lo contrario), san (la salud), ul (persona), ej (lugar), o (sustantivo). Interlingua tiende a utilizar las palabras derivadas de las lenguas naturales en lugar de aglutinación extensa.
La siguiente tabla ilustra la diferencia entre el esperanto y la interlingua con respecto a la formación de palabras:
| Esperanto   | Interlingua  | Español                                                    |
| sana        | san          | sano, saludable                                            |
| sano        | sanitate     | salud                                                      |
| malsana     | malade       | enfermo                                                    |
| malsano     | maladia      | enfermedad, afección, padecimiento                         |
| malsanulejo | hospital     | hospital                                                   |
| saniĝi      | recovrar     | recuperarse (de la enfermedad), sanarse (de la enfermedad) |
| sanigi      | curar        | curar                                                      |
| malsaniĝi   | cader malade | enfermar, desmejorar (en salud)                            |

Para el lector que hable una lengua romance y una germánica (como inglés o alemán), las palabras en la columna de interlingua es probable que aparezcan más reconocibles que en la columna de esperanto. Por otro lado, para los hablantes de lenguas que no tienen palabras relacionadas con las de la columna de la interlingua tienen que aprender las palabras una a la vez. Sin embargo, las palabras del esperanto serían más fáciles de usar debido a su sistema de derivación de palabras. Este punto pone en relieve las diferencias fundamentales entre el esperanto y la interlingua: esta última fue diseñada para ser fácil de entender por los hablantes de lenguas europeas, mientras que el primero fue diseñado para que la gente (de cualquier nacionalidad) aprenda a hablarlo con más facilidad, así como para que la estructura lingüística obtenida fuera más eficiente y gozara de mayor coherencia interna. Cabe decir que interlingua tiene, sin embargo, un sistema más regular de crear nuevas palabras que muchos lenguajes naturales, aunque menos que el esperanto.
A menudo las palabras europeas en las que se basa la interlingua son de uso común en países con idiomas no occidentales. Hospital, por ejemplo, aparece en las lenguas celtas como irlandés, escocés, la lengua de la Isla de Man y el bretón; en lenguas germánicas como el holandés, danés y el afrikáans, lenguas eslavas, como ucraniano y polaco; idiomas indo-arios como el hindi, el urdu y bengalí; lenguas túrquicas como el turco; lenguas austronesias como el indonesio, ilocano, tagalo, tetum y chamorro, lenguas africanas como el suajili , kongo y setswana, y los idiomas criollos, también en los idiomas lingüísticamente aislados, como el albanés, el mapunzugun y el euskera. La palabra hospital no se encuentra en muchos otros idiomas, pero aparece en finlandés, árabe, hebreo, vietnamita y húngaro.
Ambos idiomas intentan ser lo más precisos posible, cada uno se esfuerza por reflejar las diferencias en el significado con otras palabras. Algunos interlingüistas afirman, en ocasiones, que el sistema del esperanto para la formación de palabras nuevas a veces causa ambigüedad. La palabra compuesta en esperanto mal-san-ul-ej-o, literalmente «contrario-saludable-persona-lugar-cosa/lugar», implica un lugar para las personas que no son saludables. La palabra significa «hospital», pero el compuesto podría ser interpretado como un lugar donde una persona no es saludable. Las palabras no compuestas de la interlingua, aunque posiblemente menos neutrales, evitan caer en este tipo de malentendidos. (Dependiendo del orador y la audiencia, en esperanto también se podría utilizar una palabra diferente para «hospital», como hospitalo, kliniko, lazareto, preventorio' o sanatorio).

## Ortografía
La ortografía del esperanto se inspira en la ortografía de las lenguas romances y las que tienen alfabeto eslavo, y es completamente fonético (una letra representa y tiene un único sonido). La interlingua, por el contrario, utiliza una ortografía establecida por las lenguas romances, germánicas y eslavas en que se basa. Por lo tanto, la ortografía de la interlingua es mucho más extensa que la del esperanto. Esto causa a veces un acercamiento a las lenguas romances y al inglés, de manera que el resultado es un poco menos fonético pero algo más familiar a los hablantes de esos idiomas.
Por ejemplo, en esperanto kontakto y en interlingua contacto significan lo mismo y se pronuncian igual, pero se escriben de manera diferente porque la ortografía del esperanto es más simple: un sonido, una letra. Interlingua de vez en cuando se aparta de esta regla, sobre todo porque las letras «c» y «g» tienen sonidos duros y blandos. Estos detalles hacen de interlingua más difícil de aprender y hablar para las personas que no están familiarizadas con las lenguas romances y el inglés, pero al mismo tiempo hace más fácil de leer y entender para los hablantes de lenguas romance o influenciadas por estos idiomas. La diferencia, sin embargo, es mínima.
El uso de los signos diacríticos en esperanto (Ĉ, Ĝ, Ĥ, Ĵ, Ŝ, Ŭ) históricamente ha hecho más difícil de escribir en las máquinas de escribir estándar y en los equipos de computación más antiguos. Actualmente el soporte para Unicode se ha generalizado y ahora esto es un problema menor, pero puede requerir algunos ajustes de configuración para los usuarios que normalmente no utilizan un lenguaje con signos diacríticos. La interlingua sólo utiliza el alfabeto latino básico, sin signos diacríticos.

## Expresividad
Los partidarios de la interlingua hacen notar que su lengua no solo conserva el aspecto natural de las lenguas occidentales, sino también su rico tesoro, la sutileza de significados. La interlingua fluye regularmente de las lenguas romances, germánicas y eslavas en que se basa, y por lo tanto posee su expresividad.
Partidarios del esperanto sostienen que, por su uso liberal de los afijos y su flexibilidad en el orden de las palabras, es tan expresivo como la interlingua o cualquier otro lenguaje natural, pero internacionalmente más neutral.

## Número de hablantes
Muchos hablantes de esperanto afirman que su idioma es el único lenguaje construido durante el siglo pasado que supera algunos miles de hablantes. Sólo una lengua construida posiblemente pasó esta marca: el volapük, que supuestamente contaba con 200.000 hablantes en 1890. Aunque no hay un censo realizado con todo el rigor, los hablantes de esperanto a menudo dicen contar entre 100.000 y 3 millones de hablantes. El número de hablantes interlingua generalmente se estima entre unos pocos cientos y 1.500.
Vale la pena señalar que el número real de hablantes de una lengua construida es muy difícil de medir, en parte porque no están restringidos a un área, lo que los hace prácticamente imposibles de censar, en parte porque es difícil establecer con precisión qué hace a una persona hablante de dicha lengua construida. El esperanto es el único lenguaje construido con hablantes nativos; de acuerdo con Ethnologue serían entre 200 y 2.000 hablantes nativos.

## Textos comparativos

### Declaración Universal de los Derechos Humanos
La siguiente es una comparación del primer artículo de la Declaración Universal de los Derechos Humanos en ambas lenguas:
| Versión en esperanto: Universala Deklaracio de Homaj Rajtoj: Ĉiuj homoj estas denaske liberaj kaj egalaj laŭ digno kaj rajtoj. Ili posedas racion kaj konsciencon, kaj devus konduti unu al alia en spirito de frateco. | Versión en interlingua: Declaration Universal del Derectos Human: Tote le esseres human nasce libere e equal in dignitate e in derectos. Illes es dotate de ration e de conscientia e debe ager le unes verso le alteres in un spirito de fraternitate. |

### Padre nuestro
| Latín Pater noster, qui es in caelis, sanctificetur nomen tuum. Adveniat regnum tuum. Fiat voluntas tua, sicut in caelo et in terra. Panem nostrum quotidianum da nobis hodie, et dimitte nobis debita nostra, Sicut et nos dimittimus debitoribus nostris. Et ne nos inducas in tentationem, sed libera nos a malo. | Español Padre nuestro, que estás en el cielo, Santificado sea tu Nombre; Venga a nosotros tu reino; Hágase tu voluntad así en la tierra como en el cielo. Danos hoy nuestro pan de cada día; Perdona nuestras ofensas Como también nosotros perdonamos a los que nos ofenden; no nos dejes caer en la tentación, y líbranos del mal. Amen. | Inglés Our Father, who art in Heaven, Hallowed be thy Name. Thy Kingdom come. Thy will be done, on Earth as it is in Heaven. Give us this day our daily bread. And forgive us our trespasses, As we forgive those who trespass against us. And lead us not into temptation; But deliver us from evil... |

| Interlingua Nostre Patre, qui es in le celos, que tu nomine sia sanctificate; que tu regno veni; que tu voluntate sia facite super le terra como etiam in le celos. Da nos hodie nostre pan quotidian, e pardona a nos nostre debitas como nos pardona a nostre debitores, e non duce nos in tentation, sed libera nos del mal. | Esperanto Patro Nia, kiu estas en la ĉielo, via nomo estu sanktigita. Venu via regno, plenumiĝu via volo, kiel en la ĉielo, tiel ankaŭ sur la tero. Nian panon ĉiutagan donu al ni hodiaŭ. Kaj pardonu al ni niajn ŝuldojn, kiel ankaŭ ni pardonas al niaj ŝuldantoj. Kaj ne konduku nin en tenton, sed liberigu nin de la malbono. |